# St. Martin (Buch am Buchrain)

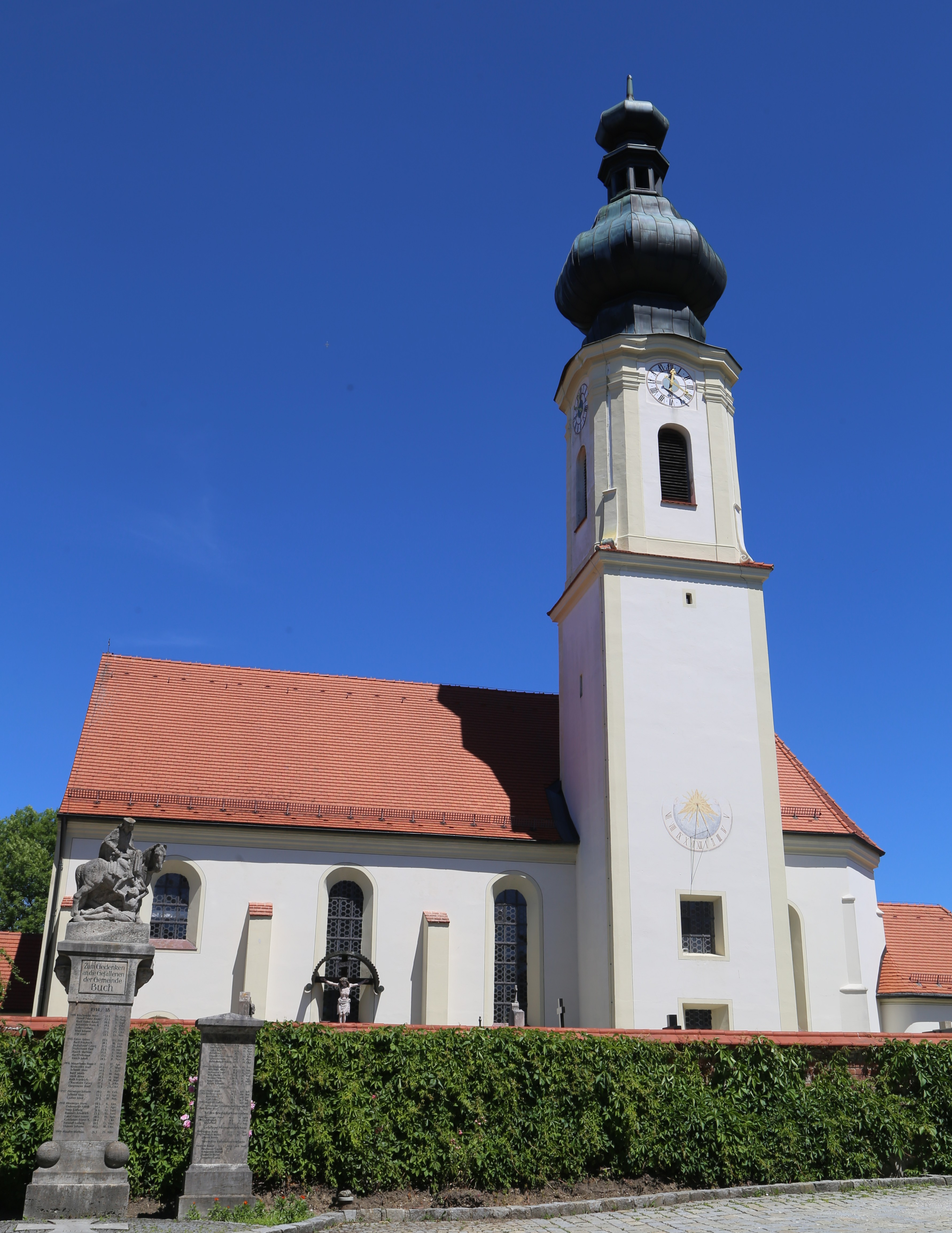
St. Martin in Buch am Buchrain

Die römisch-katholische Pfarrkirche St. Martin steht in Buch am Buchrain, einer Gemeinde im oberbayerischen Landkreis Erding. Das Bauwerk ist als Baudenkmal unter der Nr. D-1-77-114-1 eingetragen. Die Kirche gehört zum Dekanat Erding des Erzbistums München und Freising.

## Beschreibung

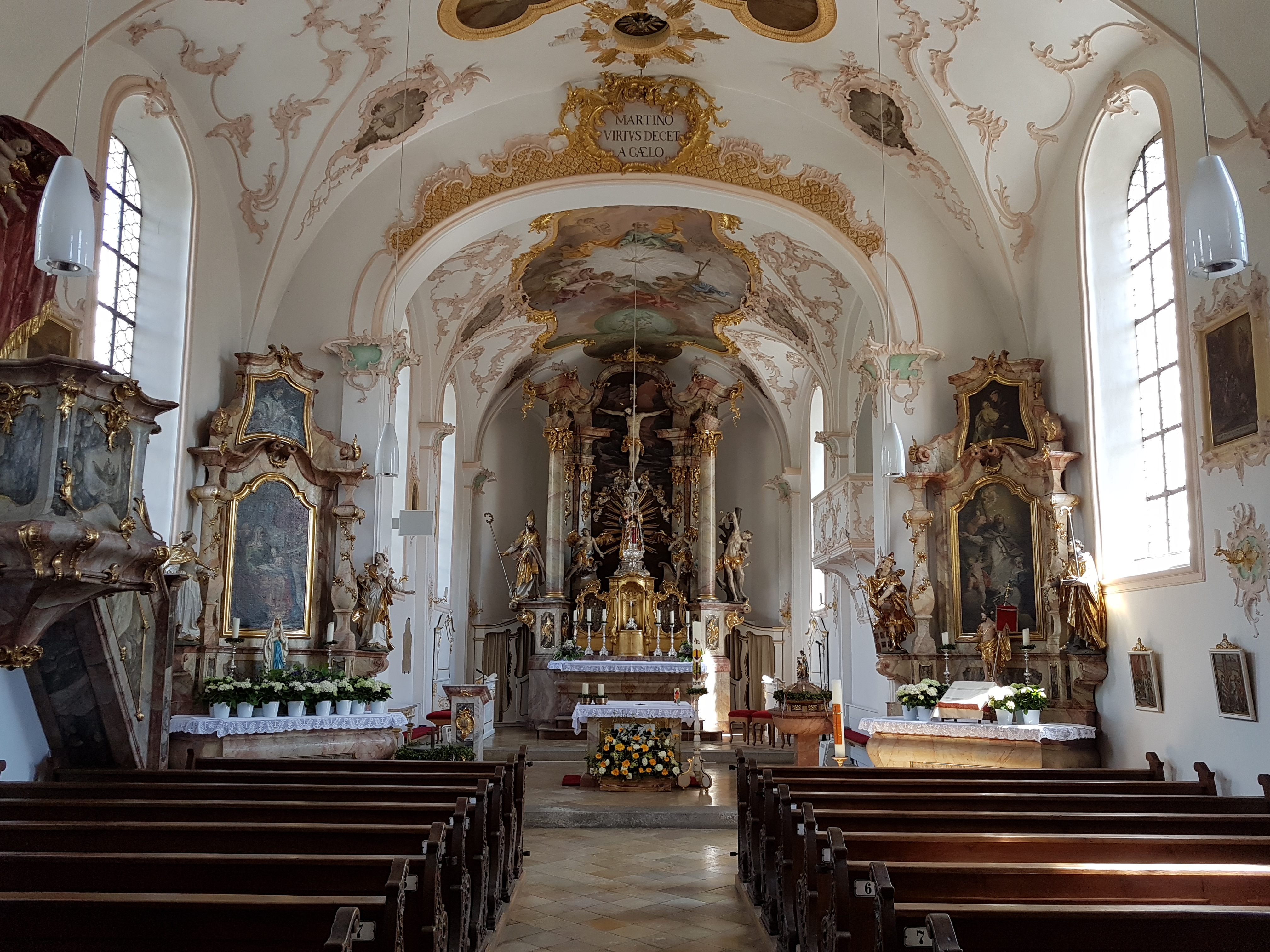
Innenraum

Die im Kern spätgotische Saalkirche wurde 1707 nach einem Entwurf von Anton Kogler erneuert und von Johann Baptist Lethner 1761 überarbeitet. Sie besteht aus einem Langhaus, einem eingezogenen, dreiseitig geschlossenen Chor im Osten, die beide von Strebepfeilern gestützt werden, einer Sakristei an der Stirnwand und einem Chorflankenturm an der Südwand des Chors, der mit einem Geschoss mit abgeschrägten Ecken aufgestockt wurde, das die Turmuhr und den Glockenstuhl mit vier Kirchenglocken beherbergt, und mit einer Welschen Haube bedeckt. Die Deckenmalereien hat 1762 Martin Heigl gestaltet. Drei Altäre und die Kanzel hat Matthias Fackler 1761 entworfen, die von Christian Jorhan dem Älteren ausgeführt wurden.
Die von Anton Staller 1980 gebaute Orgel wurde 2010 von Michael Jocher generalüberholt.